# Ruché di Castagnole Monferrato

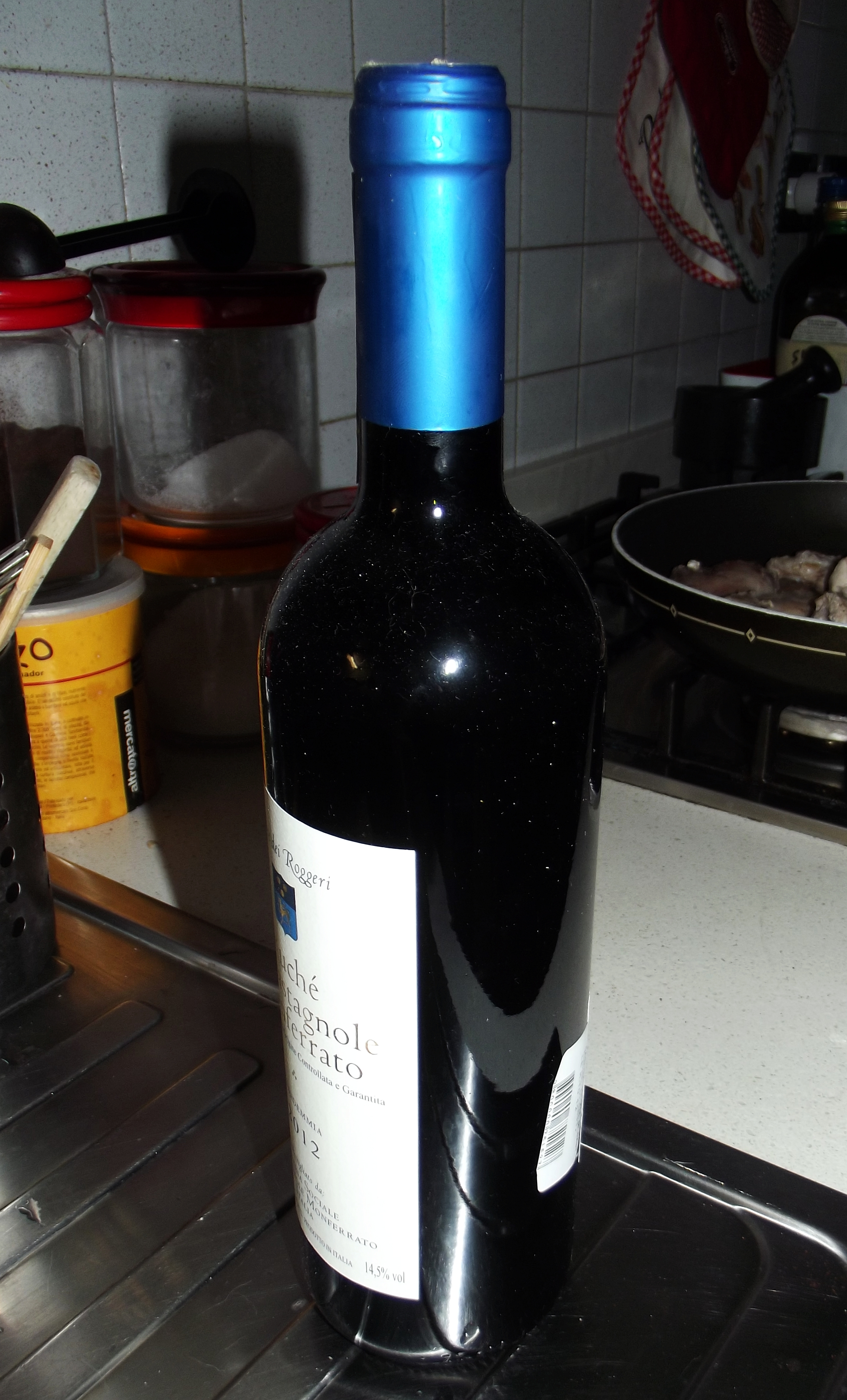
Ruché 2012

Le Ruché di Castagnole Monferrato est un vin italien de la région Piémont doté d'une appellation DOC depuis le 22 octobre 1987 et DOCG depuis le 8 octobre 2010. Seuls ont droit à la DOC les vins rouges récoltés à l'intérieur de l'aire de production définie par le décret. Ces vins sont composés en large majorité par le Ruchè ou Rouquet, cépage d'origine bourguignonne ayant été importé durant le Moyen-Âge dans le Piémont. 

## Aire de production
Les vignobles autorisés se situent dans la région du Montferrat en province d'Asti dans les 7 communes Castagnole Monferrato, Grana, Montemagno, Portacomaro, Refrancore, Scurzolengo et Viarigi. Le vignoble doit son nom à la commune Castagnole Monfrerrato ainsi qu’au cépage Ruchè. La superficie plantée en vignes est de 37 hectares.
Le Ruché di Castagnole Monferrato est produit en deux versions : Secco et Amabile.

## Caractéristiques organoleptiques
- couleur :  rouge rubis pas trop foncé, avec de légers reflets violacés, parfois même tendant vers l’orange.
- odeur : intense, persistant, légèrement parfumé, fruité.
- saveur : sec ou doux, harmonieux, parfois légèrement tannique, moyennement corsé avec une légère composante aromatique

Le Ruché di Castagnole Monferrato se déguste à une température de 16 à 17 °C. Le vin se boit jeune mais il peut vieillir 2 - 3 ans.

## Production
Province, saison, volume en hectolitres :
- pas de données disponibles